# Alfred Daun
Alfred Daun (ur. 14 stycznia 1854 w Baranowie Sandomierskim, zm. 4 grudnia 1922 w Krakowie) – polski rzeźbiarz i pedagog.

## Życiorys
Początkowo uczył się w Bochni u Feliksa Hanusza. W latach 1873–1878 studiował w Krakowskiej Szkole Sztuk Pięknych u Walerego Gadomskiego. W latach 1881–1885 w Akademii Wiedeńskiej u Edmunda Hellmera. W 1889 Jan Matejko powołał go na stanowisko profesora rzeźby w akademii krakowskiej. Od 1898 pracował w Szkole Przemysłu Artystycznego.
Autor rzeźb na krakowskich Plantach:
- Lilla Weneda powstała z fundacji doktora Henryka Jordana w 1885 z marmuru, a w 1897 zastąpiona odlewem z brązu.
- Grażyna i Litawor (1886)

Ponadto jest autorem alegorii Muzyki, Opery i Operetki na elewacji Teatru Słowackiego w Krakowie, figury szarytki z dziećmi na gmachu, w którym obecnie znajduje się Akademia Ekonomiczna w Krakowie.
Na murze klasztoru kapucynów znajduje się płyta przedstawiająca poświęcenie pałaszów przez Tadeusza Kościuszkę w 1794 r.
Wspólnie z Michałem Korpalem stworzył również 45 rzeźb w Parku Jordana w Krakowie.
W swej twórczości łączył naturalistyczną formę z neoromantyczną ekspresją i nastrojem, ulegając później wpływowi modernizmu.
Do jego uczniów należeli: Bolesław Biegas, Xawery Dunikowski, Tadeusz Breyer, Jan Szczepkowski.
Zmarł 4 grudnia 1922. Został pochowany na cmentarzu Rakowickim w Krakowie (kwatera XIVb).

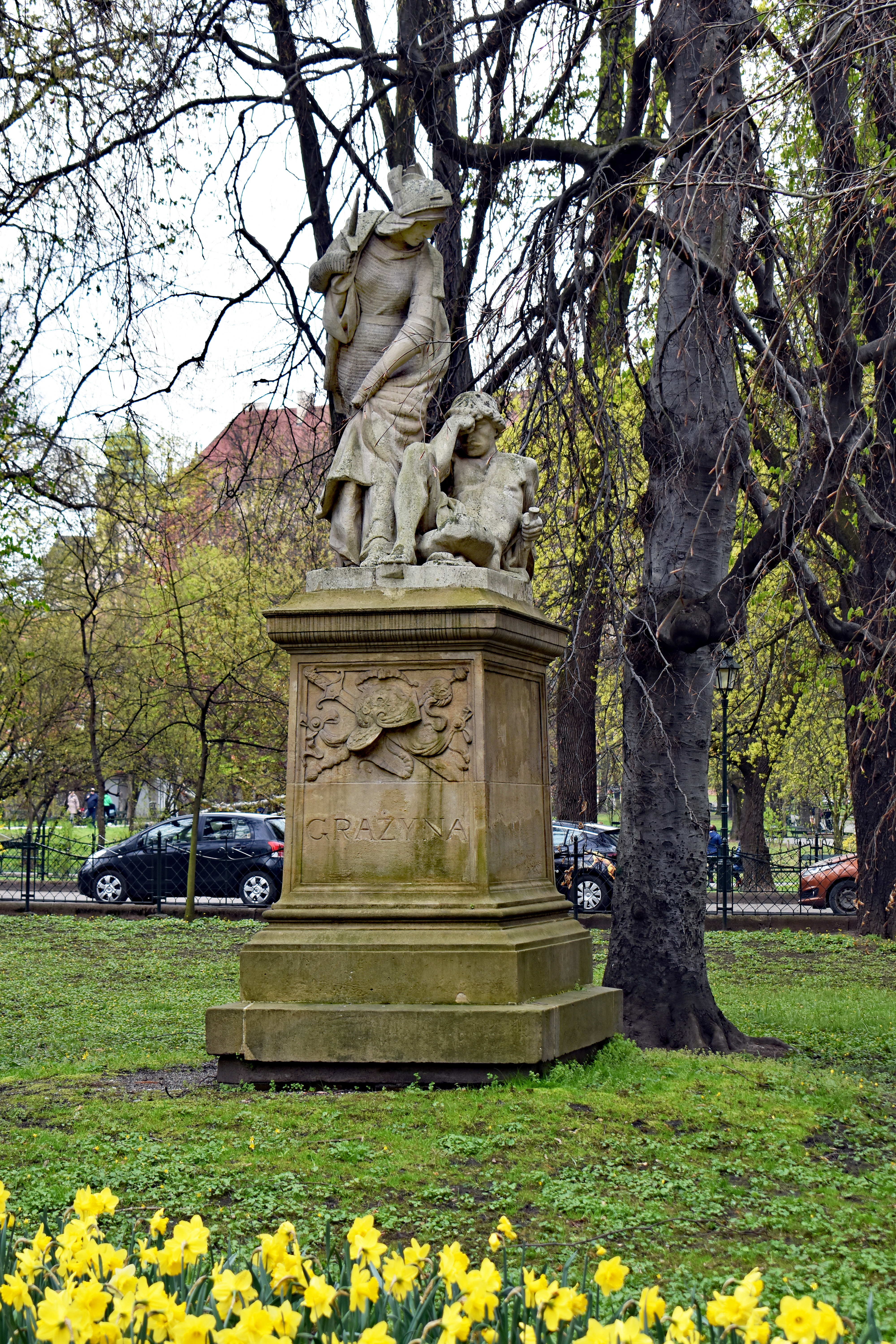
Pomnik Grażyny i Litawora (1884) Kraków, Planty
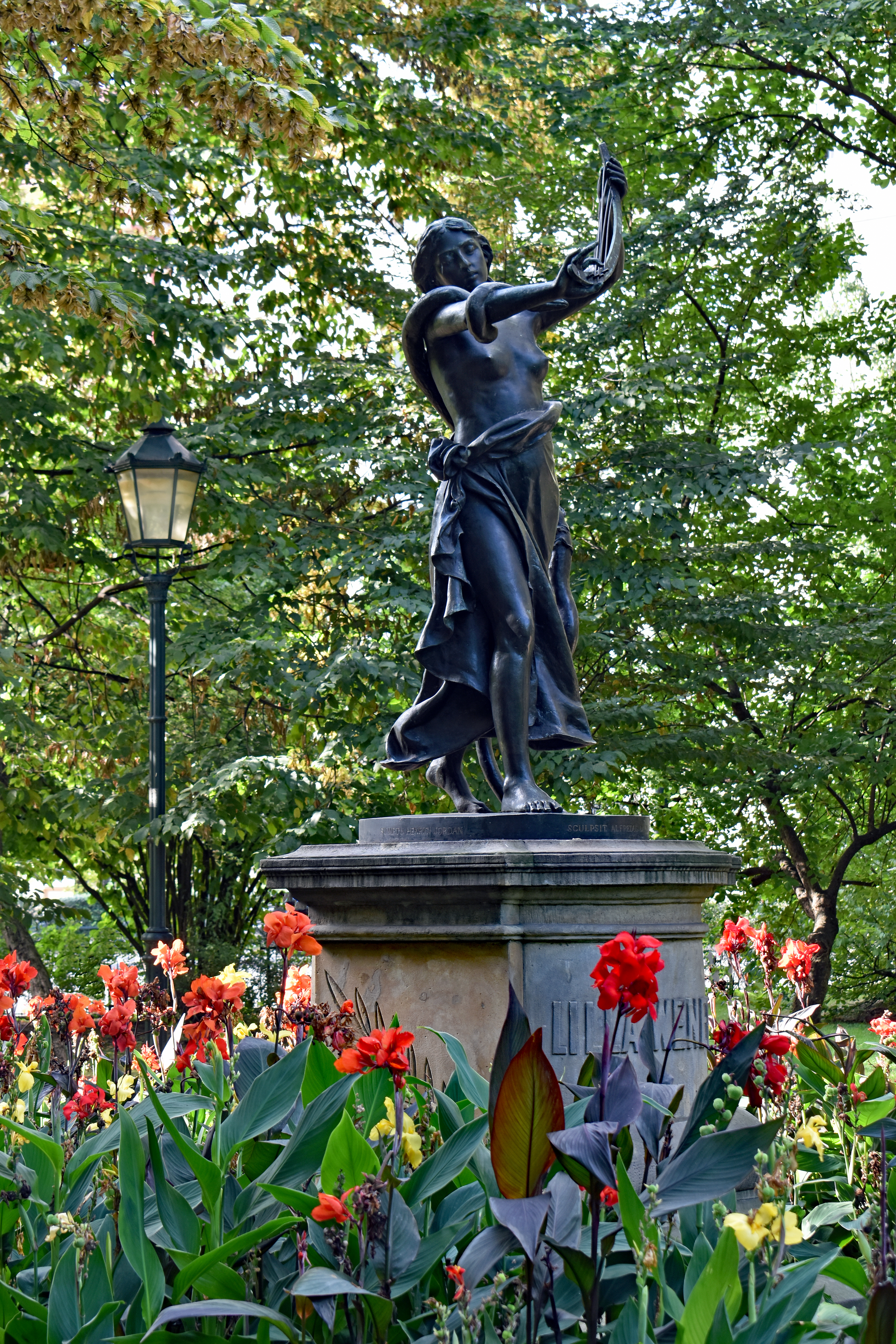
Pomnik Lilly Wenedy (1885) Kraków, Planty
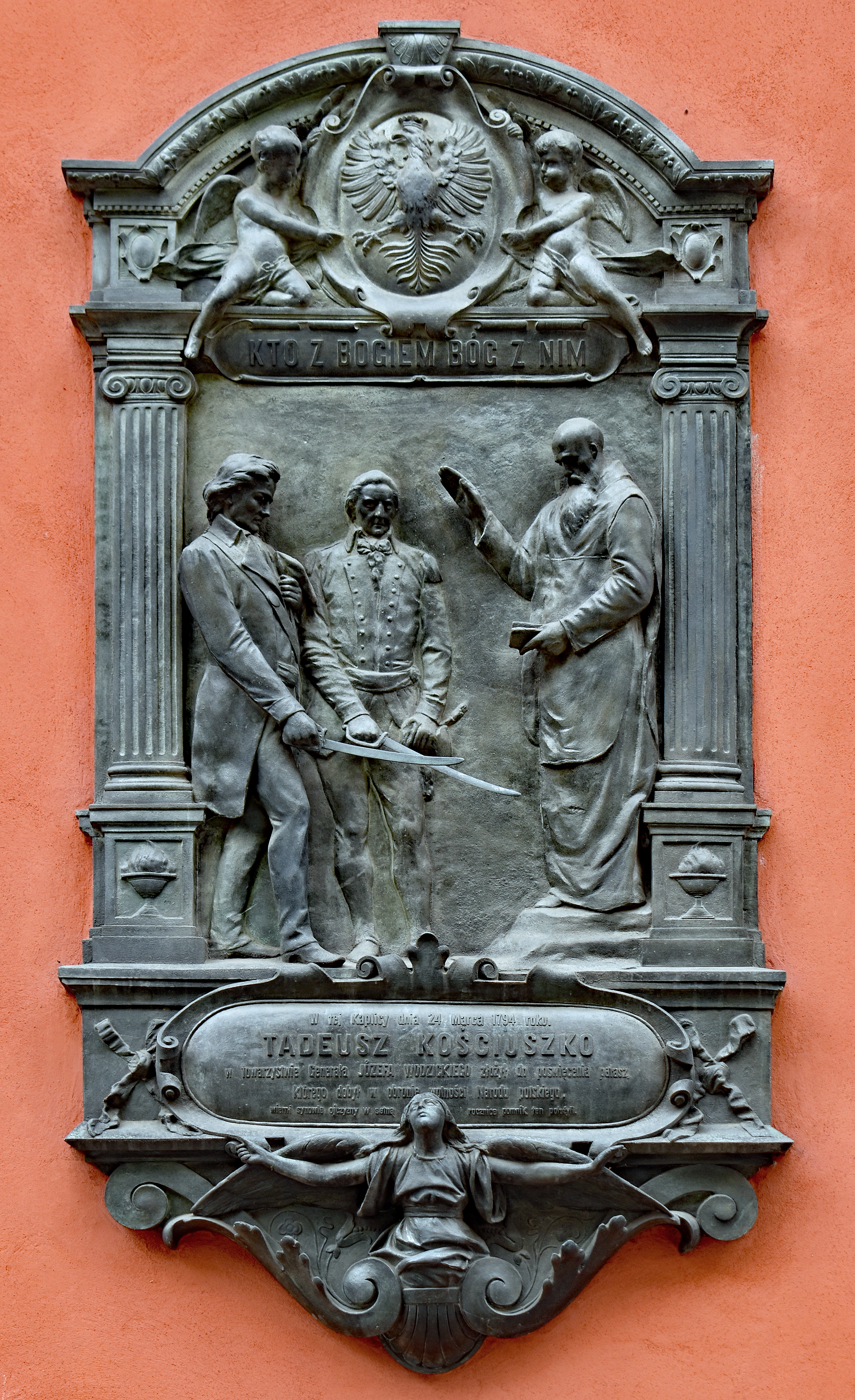
Święcenie pałaszy (1896) Kraków ul. Loretańska 11, Domek loretański
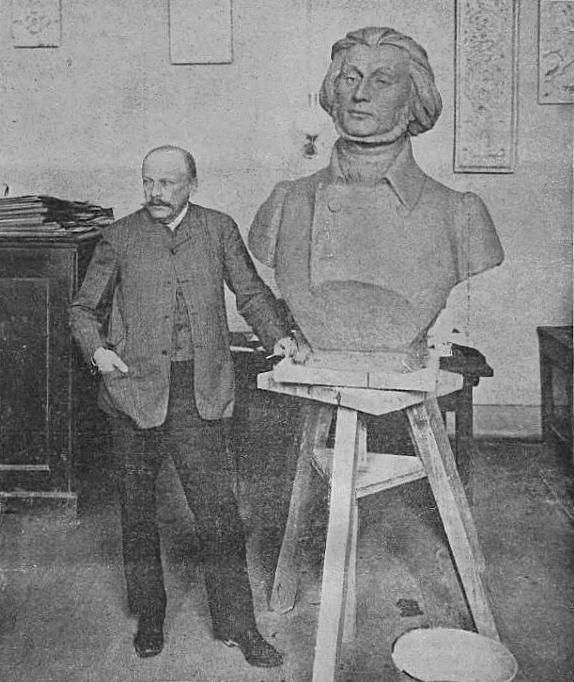
Alfred Daun z wykonanym popiersiem Adama Mickiewicza przeznaczonym dla Husiatyna (ok. 1907)
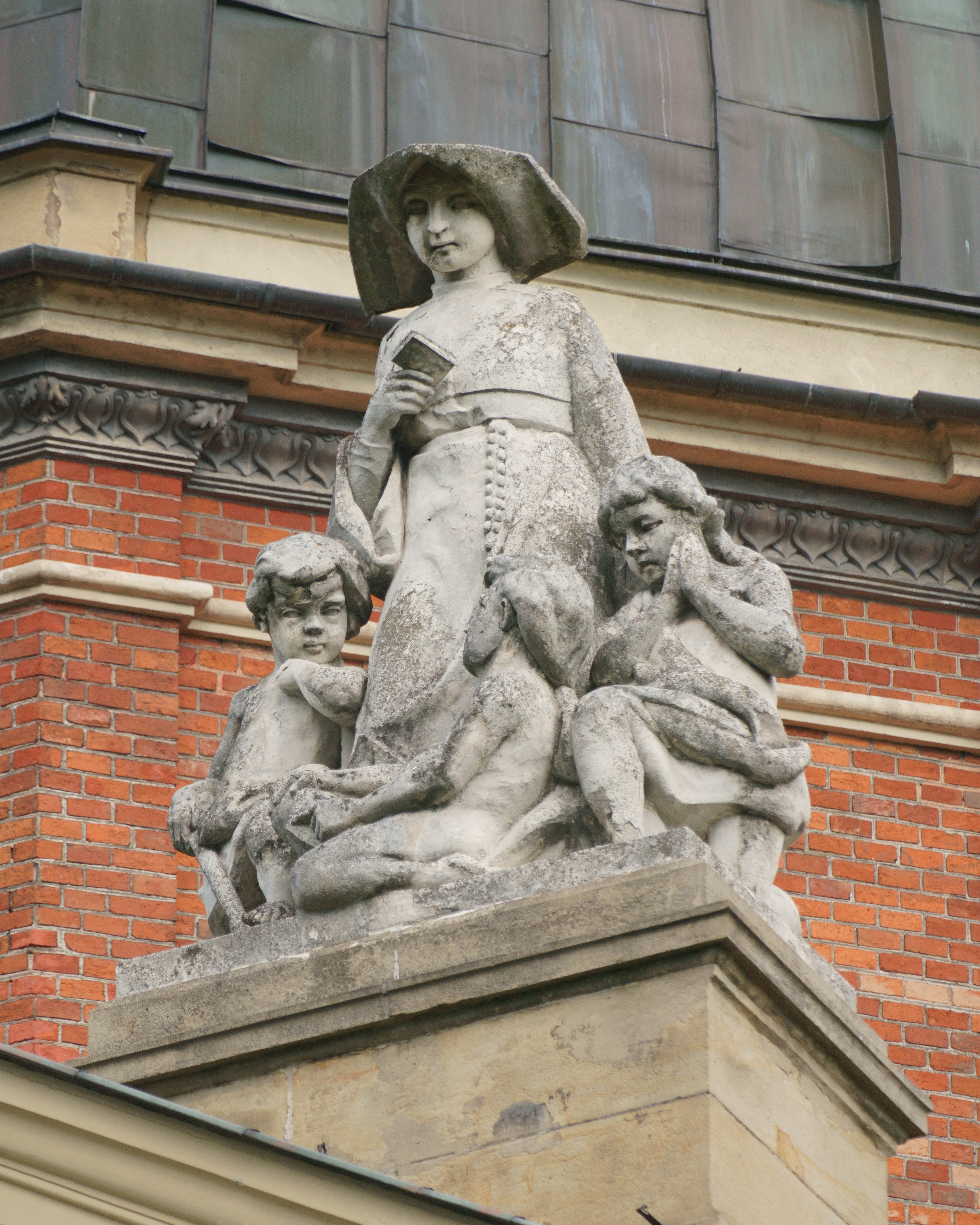
Szarytka z dziećmi. Dawne schronisko fundacji Lubomirskiego w Krakowie.